# ルスギドロ
公共株式会社ルスギドロ（ロシア語: Публичное акционерное общество «РусГидро»、略称:ПАО «РусГидро»、または、ルスハイドロ、RusHydro）は、ロシアの水力発電会社。Hydro-OGKの略称でも知られる。旧称は公開株式会社ルスギドロ（ロシア語: Открытое акционерное общество «РусГидро»で、2014年の法改正を受けて公開株式会社から公共株式会社に移行し、現在の名称になっている。

## 概要
2008年現在の発電量は25ギガワットで、発電会社としてはロシア国内最大手であり、統一エネルギーシステム最大の子会社である。ロシア連邦政府が株式の一部を所有し、2007年7月から大規模合併が進められ一大電力コングロマリットに成長しつつある。

## 事故
2009年8月17日、ハカシア共和国のサヤノ・シュシェンスカヤ水力発電所で送水管が破裂、74名の死者を出す事故となった。事故に伴う同発電所の停止は、社の発電能力の25%を喪失することを意味するため、施設増強も合わせた復旧工事が進められている。一方、送水管の破裂は老朽化によるものと考えられており、今後、膨大な施設インフラの更新が迫られることも暗示している。